# Стакласто тело
Стакласто тело (corpus vitreum) је бистра, провидна, желатинаста супстанца, која испуњава средиште ока, тако да својом површином додирује мрежњачу. Према неким ауторима, стакласто тело је простор који испуњава Corpus vitreum.

## Карактеристике
Стакласто тело је лоптастог облика и заузима две трећине запремине очне јабучице. Са предње стране има удубљење у коме се налази сочиво. Изграђују га влакна (stroma vitreum) и течност (humor vitreum). Нема крвних судова, већ хранљиве супстанце доспевају из увеалног ткива путем дифузије и осмозе.

## Улога
Стакласто тело има више улога, али су најважнија оптичка својства и одржавање крутости и облика очне јабучице. Има индекс преламања светлости 1.336. Овај део ока има значај у медицини приликом давања интравитреалне инјекције која се убризгава директно у стакласто тело, а услед лечења на пример дијабетичке ретинопатије. Оваквим давањем лека постиже се највећа могућа концентрација на пожељном месту, па тиме и максимално дејство лека. Инјекција је практично безболна због саме природе захвата, али вид пацијента може да буде замућен док се лек не слегне на дно очне јабучице.